# 양찬우
양찬우(楊燦宇, 1926년 1월 25일 ~ 2011년 2월 14일)는 대한민국의 육군 소장으로 예편한 군인이자 제29대 내무부 장관과 제7.8.9.10대 국회의원을 역임한 정치인이다. 본관은 중화. 호(號)는 동천(東泉)이다. 부산 출생이다.

## 학력
- 대한민국 육군사관학교 3기
- 대한민국 육군보병학교 초등군사반 졸업
- 미국 육군보병학교 고등군사반 졸업
- 대한민국 육군기갑학교 고급지휘반 졸업
- 대한민국 육군대학 졸업
- 경희대학교 정치외교학과 학사
- 경희대학교 대학원 경영학 석사
- 일본 와세다 대학교 대학원 정치학과 정치학 석사(국제정치전공)
- 대한민국 국방대학원 행정학 석사

## 경력
- 육군 제32사단장
- 제21사단장
- 육군 소장 예편
- 경상남도(당시 부산시·울산시 포함) 도지사
- 내무부 차관ㆍ내무부 장관
- 국민당 부총재
- 민주공화당 당무위원, 사무총장
- 한국국민당 부총재
- 신민주공화당 부총재
- 자유민주연합 상임고문(1995년~2006년)
- 미국 남가주(U.S.C)대학 객원연구원

## 역대 선거 결과
|  | 50.6% |

|  | 55.61% |

|  | 42.84% |

|  | 29.85% |

|  | 15.01% |

|  | 12.77% |